# Koziel (Sainte-Croix)
Pour les articles homonymes, voir Koziel.
Koziel est une localité polonaise de la gmina de Raków, située dans le powiat de Kielce en voïvodie de Sainte-Croix.